# Championnat de France de rugby à XV 1943-1944
Navigation
1942-1943 1944-1945
Le championnat de France de rugby à XV de première division 1943-1944 est remporté par l'USA Perpignan qui bat l'Aviron Bayonnais en finale.
Le championnat est disputé par 96 clubs répartis en douze poules de huit, les deux premiers de chaque poule disputent une deuxième phase qualificative avec quatre poules de six. Les premiers de chaque poule sont qualifiés par le tour final qui débute par des demi-finales.

## Contexte
La Coupe de France de rugby à XV est remportée par le Toulouse olympique qui bat le SBUC en finale.

## Poules de 8
Les matches ont lieu du 7 novembre au 19 décembre 1943.
Les deux premiers de chaque poule (en gras) sont qualifiés pour les poules de 6.
- Poule I

Aviron bayonnais, Section paloise, AS Soustons, Bordeaux EC, Stade hendayais, US Orthez, AS Peyrehorade, AS Tarbes
- Poule II

FC Lourdes, Boucau stade, US Tyrosse, Biarritz olympique, Stade montois, UA Gujan-Mestras, UA Libourne, Saint-Jean-de-Luz olympique
- Poule III

Stadoceste tarbais, SN Bayonne, US Dax, SBUC, FC Oloron, CO Périgueux-ouest, CA Lormont, SA Mauléon 
- Poule IV

SU Agen, CA Bégles, US Bergerac, US Villeneuve, SA Montluçon, SC Angoulême, SA Bordeaux, US Montauban 
- Poule V

Stade français, US Cognac, US métro, Stade rochelais, Stade niortais, Stade nantais, Red-star olympique, FC La Roche-sur-Yon
- Poule VI

CA Périgueux, Racing CF, SAU Limoges, CASG, SC Vierzon, Stade poitevin, US Tours, SCUF
- Poule VII

Stade fumelois, Albi olympique, US Decazeville, AS Bort, Stade aurillacois, CA Brive, Stade toulousain, SC Tulle 
- Poule VIII

Toulouse olympique, RC catalan, AS Carcassonne, Saint-Girons SC, Stade fuxéen, Stade piscénois, FC Auch, US Thuir
- Poule IX

USA Perpignan, RC Narbonne, Castres olympique, Toulouse OEC, SO Avignon, FC Lézignan, Olympique de Marseille, SC Millau 
- Poule X

RC Toulon, SU Cavaillon, USO Montpellier, AS Béziers, US Romans, FC Grenoble, CS Valence, RRC Nice
- Poule XI

AS Montferrand, US bressane, PUC, US Vichy, RC Roanne, FC Lyon, ASPTT Paris, FC Moulins
- Poule XII

Olympique Saint-Denis, RC Chalon, Lyon OU, CS Vienne, RC franc-comtois, AS Mâcon, Stade dijonnais, CO Le Creusot

## Poules de 6
Les matches ont lieu du 2 janvier au 6 février 1944.
Les premiers de chaque poule sont qualifiés pour les demi-finales.
| - USA Perpignan (13 pts) - US Fumel (12 pts) - SN Bayonne (12 pts) - FC Lourdes (10 pts) - Section paloise (6 pts) - RC Toulon (5 pts) | - Aviron Bayonnais (14 pts) - CA Bègles (14 pts) - US Cognac (11 pts) - SU Cavaillon (7 pts) - Stadoceste tarbais (7 pts) - Racing CF (7 pts) | - Toulouse olymp. (14 pts) - Stade Français (11 pts) - SU Agen (9 pts) - RC Narbonne (9 pts) - US bressane (8 pts) - RC Chalon (5 pts) | - AS Montferrand (15 pts) - RC catalan (12 pts) - Boucau stade (10 pts) - Olymp. Saint-Denis (10 pts) - CA Périgueux (7 pts) - Albi olympique (5 pts) |

### Demi-finales
| Date         | Lieu     | Équipe 1         | Équipe 2           | Résultat |
| ------------ | -------- | ---------------- | ------------------ | -------- |
| 5 mars 1944  | Toulouse | AS Montferrand   | USA Perpignan      | 4-9      |
| 12 mars 1944 | Bordeaux | Aviron bayonnais | Toulouse olympique | 17-3     |

### Finale
| Équipes          | USA Perpignan - Aviron Bayonnais |
| Score            | 20 - 5 |
| Date             | 26 mars 1944 |
| Stade            | Parc des Princes, Paris |
| Arbitre          | Louis Murail |
| Les équipes      | |
| USA Perpignan    | Louis Carrère, Albert Conte, Michel Trilles, Lucien Barris, Ambroise Ulma, Jacques Palat, Jean Barande, Marcel Blanc, Joseph Crespo, Hubert Marty, Fernand Got, Jean Teulière, Joseph Desclaux , Frédéric Trescazes, Puig-Aubert        |
| Aviron bayonnais | Sébastien Carvalho, Ricardo Perez, Jean Casteigt, Jean Dumas, Louis Bisauta, Pierre Labèque, Félix Boudon, André Goutenègre, Jean Dubalen, Antoine Salinas, Edmond Élissalde, Maurice Celhay , Jean Dauger, Pierre Larre, André Alvarez |
| Points marqués   | |
| USA Perpignan    | 6 essais par Trilles, Conte, Teulière, Got, Desclaux, Trescazes 1 transformation par Puig-Aubert |
| Aviron bayonnais | 1 essai de Dauger 1 transformation par Elissalde |
| Vidéo            | https://www.youtube.com/watch?v=0xjw1ORzUAE |

Le coup d'envoi de la finale fut retardé par une alerte aérienne. Le bouclier de Brennus est remis par le colonel Joseph Pascot à Joseph Desclaux, capitaine de Perpignan. Après cette finale, plusieurs joueurs catalans ont quitté l'USAP pour jouer au rugby à XIII.